# Face To Time Case
『Face To Time Case』（フェイス・トゥー・タイムケース）は、日本のシンガーソングライター崎山蒼志の2ndアルバム。2022年2月2日にソニー・ミュージックレコーズからリリース。

## 収録トラック
本作は初回生産限定盤に付きBlu-ray Discが収録され、CDサイズ紙ジャケ仕様となっている。

### 初回生産限定盤
| 全作詞・作曲: 崎山蒼志。 |                                   |           |            |                              |      |
| #                        | タイトル                          | 作詞      | 作曲・編曲 | 編曲                         | 時間 |
| 1.                       | 「舟を漕ぐ」                      | 崎山蒼志  | 崎山蒼志   | 崎山蒼志                     | 3:53 |
| 2.                       | 「Helix」                         | 崎山蒼志  | 崎山蒼志   | akkin                        | 4:12 |
| 3.                       | 「嘘じゃない」                    | 崎山蒼志  | 崎山蒼志   | Naoki Itai、モチヅキヤスノリ | 4:19 |
| 4.                       | 「告白（崎山蒼志×石崎ひゅーい）」 | 崎山蒼志  | 崎山蒼志   | 崎山蒼志&石崎ひゅーい        | 4:00 |
| 5.                       | 「幽けき」                        | 崎山蒼志  | 崎山蒼志   | 宗本康兵                     | 3:48 |
| 6.                       | 「Pale Pink」                     | 崎山蒼志  | 崎山蒼志   | 崎山蒼志                     | 2:40 |
| 7.                       | 「逆行」                          | 崎山蒼志  | 崎山蒼志   | 崎山蒼志                     | 2:48 |
| 8.                       | 「水栓」                          | 崎山蒼志  | 崎山蒼志   | 崎山蒼志                     | 2:55 |
| 9.                       | 「風来 -extended ver.-」          | 崎山蒼志  | 崎山蒼志   | 崎山蒼志&水野良樹            | 4:50 |
| 10.                      | 「通り雨、うつつのナラカ」        | 崎山蒼志  | 崎山蒼志   | 崎山蒼志                     | 3:31 |
| 11.                      | 「過剰/異常 with リーガルリリー」 | 崎山蒼志  | 崎山蒼志   | リーガルリリー&崎山蒼志      | 4:43 |
| 12.                      | 「タイムケース」                  | 崎山蒼志  | 崎山蒼志   | 崎山蒼志                     | 3:49 |
| 合計時間:                | 合計時間:                         | 合計時間: | 45:29      |                              |      |

Blu-ray
| #         | タイトル               | 作詞  | 作曲・編曲 | 時間 |
| --------- | ---------------------- | ----- | ---------- | ---- |
| 1.        | 「観察（Interlude）」  |       |            | 1:23 |
| 2.        | 「ただいまと言えば」   |       |            | 5:01 |
| 3.        | 「鳥になり海を渡る」   |       |            | 4:11 |
| 4.        | 「国」                 |       |            | 5:10 |
| 5.        | 「うねり」             |       |            | 3:25 |
| 6.        | 「waterfall in me」    |       |            | 3:07 |
| 7.        | 「find fuse in youth」 |       |            | 4:07 |
| 8.        | 「Heaven」             |       |            | 4:14 |
| 9.        | 「Undulation」         |       |            | 2:29 |
| 10.       | 「花火」               |       |            | 4:54 |
| 11.       | 「逆行」               |       |            | 2:56 |
| 12.       | 「Samidare」           |       |            | 5:21 |
| 13.       | 「そのままどこか」     |       |            | 4:18 |
| 14.       | 「ブラックリバーブ」   |       |            | 4:13 |
| 15.       | 「むげん・」           |       |            | 4:57 |
| 16.       | 「Repeat」             |       |            | 5:11 |
| 17.       | 「回転」               |       |            | 5:18 |
| 合計時間: | 合計時間:              | 70:15 |            |      |

| #         | タイトル                                         | 作詞      | 作曲・編曲 | 監督               | 時間 |
| --------- | ------------------------------------------------ | --------- | ---------- | ------------------ | ---- |
| 1.        | 「「逆行」MUSIC VIDEO」                          |           |            | 山岸聖太           | 2:59 |
| 2.        | 「「嘘じゃない」MUSIC VIDEO」                    |           |            | 大喜多正毅         | 4:26 |
| 3.        | 「「過剰/異常 with リーガルリリー」MUSIC VIDEO」 |           |            | 崎山蒼志、中村雷太 | 4:48 |
| 4.        | 「「幽けき」MUSIC VIDEO」                        |           |            | 杉山弘樹           | 4:18 |
| 5.        | 「「風来」MUSIC VIDEO」                          |           |            | 大喜多正毅         | 4:49 |
| 6.        | 「「幽けき」Making of Music Video」              |           |            | 中村雷太           | 3:44 |
| 7.        | 「「風来」Making of Music Video」                |           |            | 松藤まりこ         | 5:16 |
| 合計時間: | 合計時間:                                        | 合計時間: | 30:20      |                    |      |

### 通常盤
| 全作詞・作曲: 崎山蒼志。 |                                   |           |            |                              |      |
| #                        | タイトル                          | 作詞      | 作曲・編曲 | 編曲                         | 時間 |
| 1.                       | 「舟を漕ぐ」                      | 崎山蒼志  | 崎山蒼志   | 崎山蒼志                     | 3:53 |
| 2.                       | 「Helix」                         | 崎山蒼志  | 崎山蒼志   | akkin                        | 4:12 |
| 3.                       | 「嘘じゃない」                    | 崎山蒼志  | 崎山蒼志   | Naoki Itai、モチヅキヤスノリ | 4:19 |
| 4.                       | 「告白（崎山蒼志×石崎ひゅーい）」 | 崎山蒼志  | 崎山蒼志   | 崎山蒼志&石崎ひゅーい        | 4:00 |
| 5.                       | 「幽けき」                        | 崎山蒼志  | 崎山蒼志   | 宗本康兵                     | 3:48 |
| 6.                       | 「Pale Pink」                     | 崎山蒼志  | 崎山蒼志   | 崎山蒼志                     | 2:40 |
| 7.                       | 「逆行」                          | 崎山蒼志  | 崎山蒼志   | 崎山蒼志                     | 2:48 |
| 8.                       | 「水栓」                          | 崎山蒼志  | 崎山蒼志   | 崎山蒼志                     | 2:55 |
| 9.                       | 「風来 -extended ver.-」          | 崎山蒼志  | 崎山蒼志   | 崎山蒼志&水野良樹            | 4:50 |
| 10.                      | 「通り雨、うつつのナラカ」        | 崎山蒼志  | 崎山蒼志   | 崎山蒼志                     | 3:31 |
| 11.                      | 「過剰/異常 with リーガルリリー」 | 崎山蒼志  | 崎山蒼志   | リーガルリリー&崎山蒼志      | 4:43 |
| 12.                      | 「タイムケース」                  | 崎山蒼志  | 崎山蒼志   | 崎山蒼志                     | 3:49 |
| 合計時間:                | 合計時間:                         | 合計時間: | 45:29      |                              |      |

## プロモーション

### 発売前
2021年12月8日、アルバムリリース（タイアップ曲収録・初回特典内容）を発表。予約が開始された。またこの日に崎山蒼志の新たなビジュアルを公開。
12月11日、アルバムリリースを通じて初のバンド編成でのツアー開催を発表。
12月17日、星山耕太郎によるアルバムのジャケットビジュアルを公開。
2022年1月10日、『MUSIClock with THE FIRST TIMES』（InterFM897）1月のマンスリーコーナーDJを担当。同番組内で「Helix」をオンエア。ラジオ初解禁となった。1月26日に『ミュージックライン』（NHK-FM）にゲスト出演。
1月16日にアルバムのクロスフェード映像がYouTubeで公開。
リリースに先駆け1月19日に「Helix」を各種サブスクリプション・ダウンロードサイトで先行リリース。以前からこの曲はライブで披露する事が多かったが、今作で初めて音源化された。また1月20日21時に「Helix」のミュージックビデオがYouTubeでプレミア配信され、公開から5日で再生回数が100万回再生を突破した。
1月26日に「告白（崎山蒼志×石崎ひゅーい）」を先行リリース。
2月4日20時にミュージックビデオをプレミア配信。公開から9日で再生回数が100万回再生を突破した。

## 曲解説
今作のアルバムタイトルについて崎山蒼志は「“Time Case”というのは過去現在未来という時間が、その場所ごとに保管されてるという意味で。“Face To Time Case”は一つの場所に訪れた時、そこにあったたくさんの記憶が現出して、自分が直面するという意味があって。このアルバムも色んな記憶に直面する場所であり、Time Caseであって欲しいです」と語った。
1. 舟を漕ぐ
崎山が入眠前に絵本を読んでもらっていた経験を思い出して制作された。夢と絵本の世界が入り混じるようなイメージで制作。
2. Helix
2022年1月19日先行リリース。以前より自身のライヴで披露されていた楽曲。“螺旋”という意味にインスピレーションを受けた。作詞曲の根源的な感情を改めて向き合った曲。
3. 嘘じゃない
アニメ『僕のヒーローアカデミア』（第5期（2クール目））エンディングテーマ。この楽曲は『死柄木弔と緑谷出久の関係性、二人のキャラクター性をインスピレーション源として創作しました。』とコメントしている。
4. 告白（崎山蒼志×石崎ひゅーい）
1月26日先行リリース。“崎山蒼志史上最もストレートな歌詞”で表現されたラブソングとなっている。3年前に石崎に会った際に崎山側からオファーして長年実現したという。恋愛に限らず様々な場面での告白などで印象に残るように制作された。崎山は『完成した「告白」は製作中の思い出のように温かく柔かい、そしてどこか吹き抜けるような楽曲となりました。ひゅーいさん、ありがとうございます。皆さんの日々に届きますように。』とコメントしている。
5. 幽けき
映画『かそけきサンカヨウ』主題歌。読みは“かそけき”。映画の空気感とのマッチングが絶妙な、優しさと儚さを持ち合わせたスローナンバー。アコースティックギターとピアノ、ストリングスと多様な楽器を使用している。
6. Pale Pink
自身がアレンジ、打ち込み、演奏、歌入れまで家で完成させた楽曲。
7. 逆行
ドラマ『賭ケグルイ双』（Amazon Prime Video）主題歌。疾走感のある攻撃的なビートと情熱的なサウンドにより“抗えない本能”が表現されている。
8. 水栓
「Pale Pink」同様、アレンジ、打ち込み、演奏、ミックスまで自身が手掛けた楽曲。
9. 風来 -extended ver.-
土ドラ『顔だけ先生』（東海テレビ・フジテレビ系）主題歌。水野良樹（いきものがかり）と共に、作詞・作曲を行った 。アルバムバージョンではイントロが追加されている。
10. 通り雨、うつつのナラカ
“ナラカ”はインドの言葉。
11. 過剰/異常 with リーガルリリー
リーガルリリーと共作曲したツインボーカルソング。中学3年生の頃制作されて、バンドにアレンジしてもらうとアイデア出た時に、崎山自身がリーガルリリーを指名。「嘘じゃない」カップリング曲として、期間生産限定盤に収録。
12. タイムケース
アルバムタイトルにも冠されている。アルバム中の楽曲としては唯一の弾き語り曲。